# Ліси Скелястих гір Колорадо
Ліси Скелястих гір Колорадо (ідентифікатор WWF: NA0511) — неарктичний екорегіон хвойних лісів помірної зони, розташований в Скелястих горах на заході США.

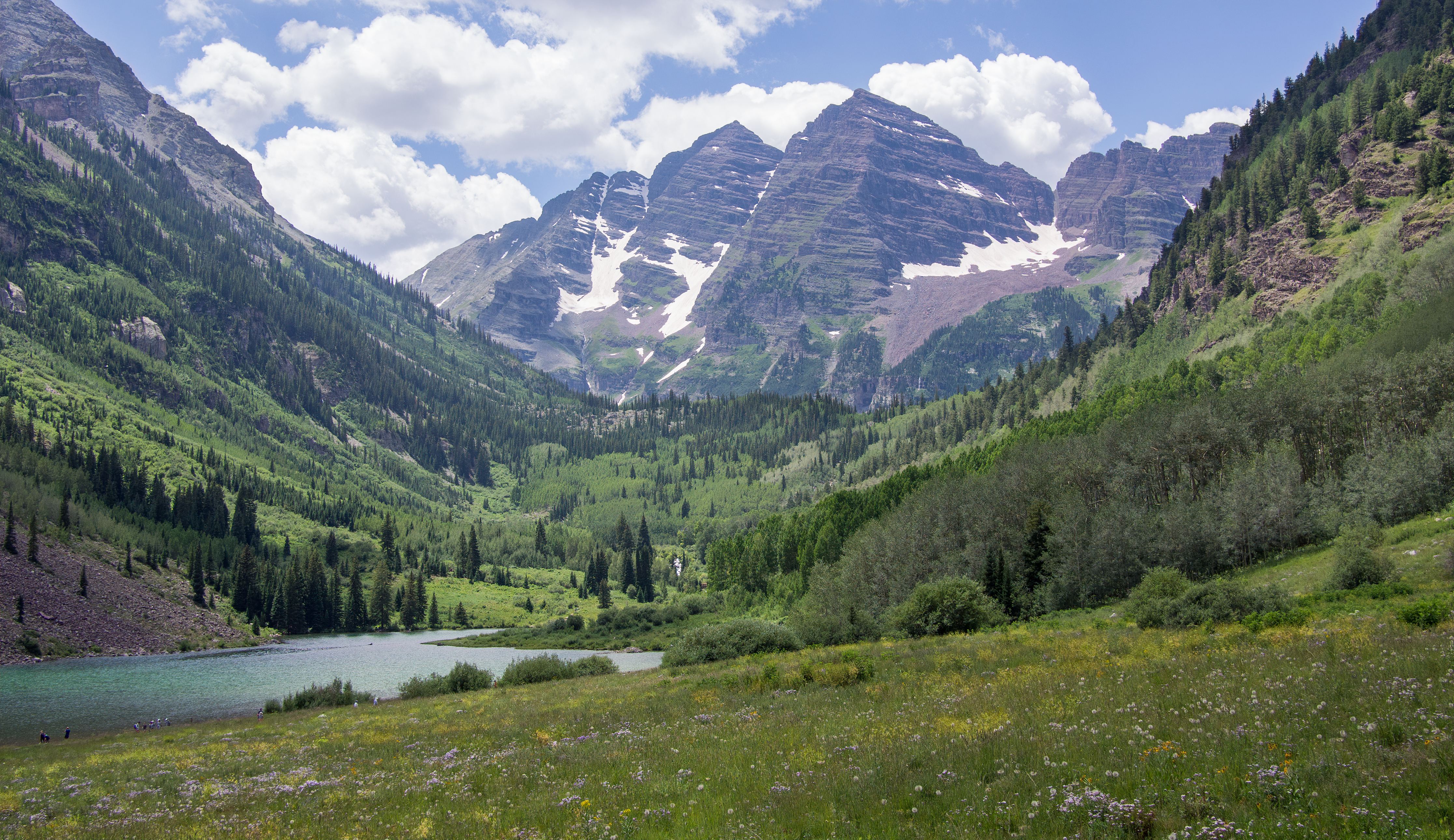
Долина в горах Елк

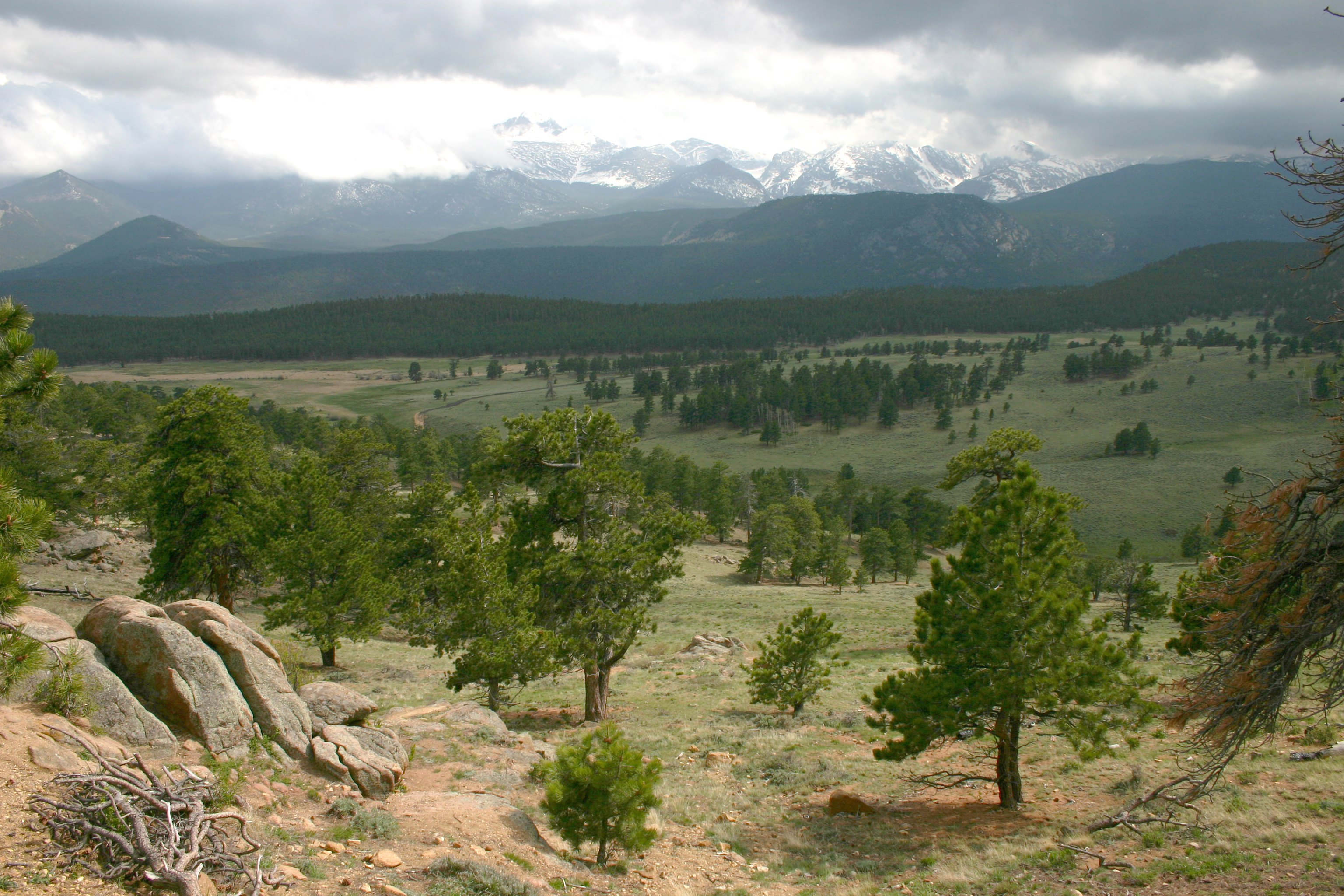
Рідколісся жовтих сосен біля підніжжя Скелястих гір (Національний парк Скелястих гір, Колорадо)

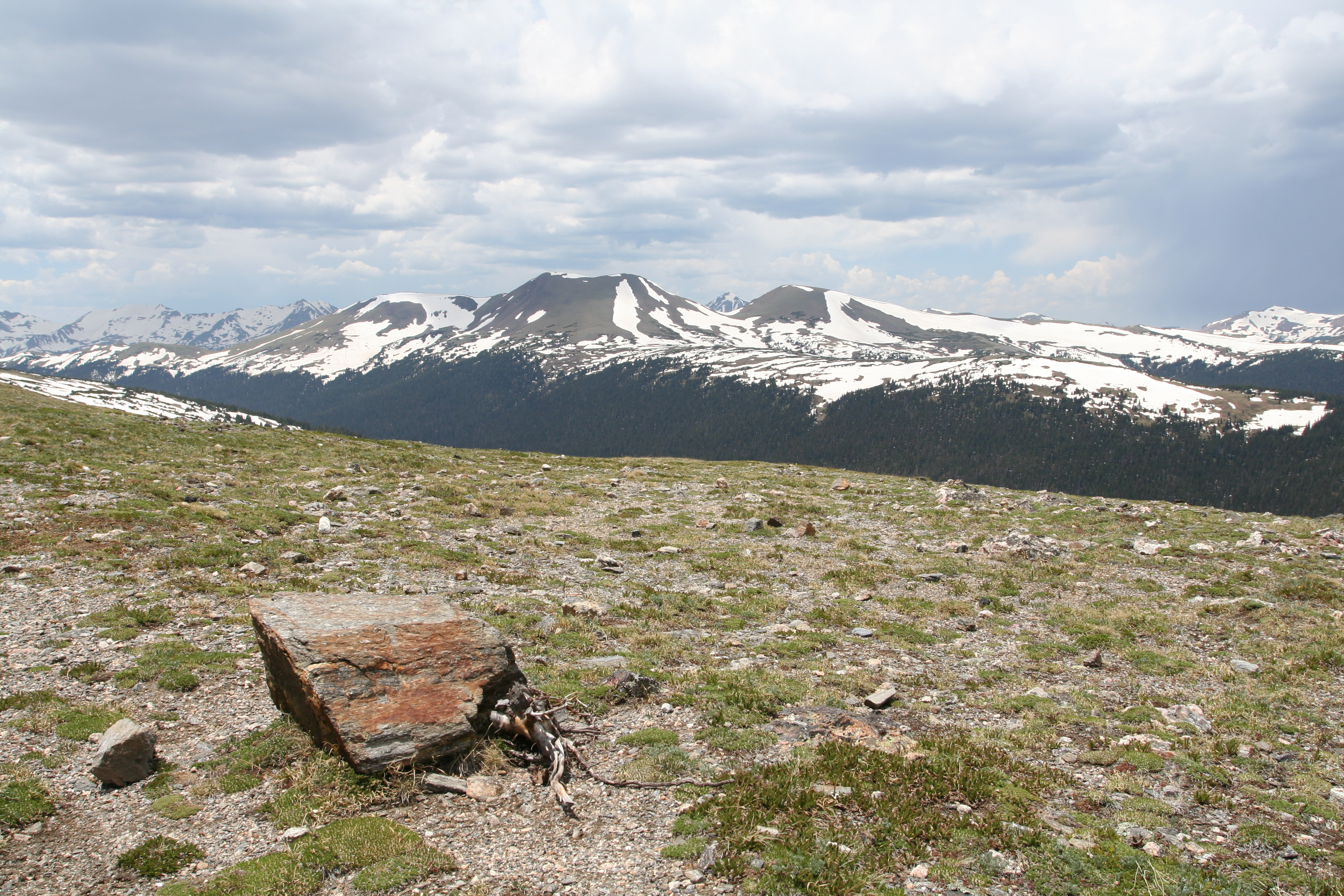
Високогірна тундра Скелястих гір

## Географія
Екорегіон лісів Скелястих гір Колорадо охоплює південну частину Скелястих гір, що простягається від Каспера на сході Центрального Вайомінга через центральні та західні райони Колорадо на південь до Санта-Фе на півночі Нью-Мексико. Крім того, він включає гори Ла-Саль та Абахо, що лежать на сході Юти, біля кордону з Колорадо.
Стрімкі Південні Скелясті гори складають східний пояс Північноамериканських Кордильєр. Вони включають низку довгих, переважно витягнутих з півночі на південь гірських хребтів, таких як гори Ларамі та Медісін-Боу, Передовий хребет, гори Сьєрра-Мадре, Парковий хребет, гори Елк, Сьєрра-Насіменто, Хеймес, Сан-Хуан та Сангре-де-Крісто, а також ізольованих гірських вершин та, особливо на окраїнах регіону, розчленованих гірських плато. Екорегіон включає найвищі гірські вершини Скелястих гір — гору Елберт заввишки 4401 м, гору Массів заввишки 4398 м та гору Гарвард заввишки 4395 м, — розташовані в горах Савач на заході Центрального Колорадо. Високогір'я екорегіону вкриті льодовиками, які на великих висотах утворили кілька широких плоских долин. 
З геологічної точки зору основу Південних Скелястих гір складають метаосадові та метавулканічні породи, а також інтрузії магматичних порід, шари осадових порід та деякі вулканічні породи. Ґрунти регіону представлені відносно родючими, добре розвиненими альфісолями, слабо розвиненими ентісолями, поширеними на стрімких схилах та у районах, де переважають тверді гірські породи, що погано вивітрюються, а також родючі моллісолі, поширені у долинах. Таким чином, родючість ґрунту значно варіюється в межах регіону, що, у поєднанні з топографічною мінливістю, призводить до високого різноманіття рослинних угруповань.
Через територію екорегіону проходить Континентальний американський вододіл. У Південних Скелястих горах беруть початок численні стрімкі водні потоки з кам'янистим дном, які зливаються в безліч великих річок, які згодом витікають з цього регіону. Західна частина екорегіону лежить у басейні річки Колорадо, яка тече на захід та впадає у Каліфорнійську затоку Тихого океану, а східна частина у басейнах Арканзасу, Південного Платту та Північного Платту. Басейни цих річок є частиною басейну Міссісіпі, яка впадає у Мексиканську затоку Атлантичного океану. Річки екорегіону живляться переважно за рахунок танення снігу, що призводить до сезонного коливання їхнього стоку. Також в горах регіону є кілька природних високогірних озер та штучно створених водосховищ.
На захід та південь від Південних Скелястих гір поширені чагарники Колорадського плато, на північнний захід — чагарникові степи Вайомінгського басейну, на схід — західні низькотравні прерії, а на північний схід — північні низькотравні прерії. Ці пустельні та прерієві екорегіони характеризуються більш посушливим кліматом та лежать на нижчій висоті. Вони відділяють екорегіон лісів Скелястих гір Колорадо від інших областей із подібним кліматом і рослинним покривом, внаслідок чого цей екорегіон характеризується високим рівнем ендемізму.

## Клімат
На більшій частині екорегіону переважає континентальний клімат (Dfb або Dsb за класифікацією кліматів Кеппена), у високогір'ях — субарктичний клімат (Dfc або Dsc за класифікацією Кеппена) або тундровий клімат (ET за класифікацією Кеппена), а на найнижчих висотах — напівпустельний клімат (BSk за класифікацією Кеппена). Враховуючи великий діапазон широт, а також великі градієнти висоти, які не мають аналогів у континентальних США, клімат регіону надзвичайно різноманітний. Загалом в регіоні виділяють чотири основні кліматичні зони: передгірську, гірську, субальпійську та альпійську. Висотний діапазон та рослинний покрив цих зон змінюється з широтою.

## Флора
В межах екорегіону поширені різноманітні рослинні угруповання, на розподіл яких впливає висотна поясність. Різна вертикальна зональність рослинних угруповань є наслідком різкого перепаду висот між рівнинами та горами. Також на зональність угруповань впливають вторинні кліматичні фактори, пов'язані з особливостями топографії, такі як ефект дощової тіні, відкритість або захищеність від панівних вітрів та температурні інверсії. Таким чином, в екорегіоні спостерігається повний спектр життєвих зон, які можна побачити в інших екорегіонах, розташованих далі на півночі, зокрема у лісах півночі та півдня Центральних Скелястих гір. При цьому певні зони займають набагато більший просторовий обсяг, ніж в інших екорегіонах.
Західні схили Південних Скелястих гір, захищені від арктичних повітряних мас, взимку менш холодні, ніж східні схили. Тому південні (мадрейські) види рослин, пов'язані з гірськими екорегіонами Південного Заходу США, зокрема з гірськими лісами Аризони або сосново-дубовими лісами Західної Сьєрра-Мадре, на західних схилах Південних Скелястих гір поширені на північ майже до Північного Колорадо, але на східних схилах переважно відсутні. Зі збільшенням висоти в горах температура падає, кількість опадів збільшується (хоча на найвищих висотах їх кількість знову падає), а також збільшується сонячна радіація, швидкість вітру, глибина та тривалість снігового покриву. Усі ці фактори впливають на рослинний покрив екорегіону.
На найнижчих висотах екорегіону поширені відкриті луки та чагарникові степи, у яких домінують чагарники гірського тризубчастого полину (Artemisia tridentata subsp. vaseyana). Зі збільшенням висоти вони переходять у рідколісся та савани, де переважають гірські хвостоплідники (Cercocarpus montanus), колорадські сосни (Pinus edulis), різні види яловців (Juniperus spp.), дуби Гембела (Quercus gambelii) та полинові чагарники (Artemisia spp.). На більшій висоті поширені ялівцево-дубові рідколісся, та відкриті ліси, у яких переважають жовті сосни (Pinus ponderosa), тисолисті дуґласії (Pseudotsuga menziesii var. glauca) та американські осики (Populus tremuloides). На середніх і великих висотах у лісах домінують ялини Енгельмана (Picea engelmannii), субальпійські ялиці (Abies lasiocarpa) та американські осики (Populus tremuloides). На відкритих ділянках поблизу верхньої межі лісу зустрічаються гнучкі сосни (Pinus flexilis) та остисті сосни (Pinus aristata), а вище — подушкоподібні рослини, осоки (Cyperaceae) та низькорослі дерева, що утворюють криволісся. Зона альпійської тундри тут займає одні з найбільших площ серед усіх гірських екорегіонів Північної Америки. На найвищих висотах Південних Скелястих гір зустрічаються численні скельні виступи, де рослинність майже відсутня.
Домінуючим типом рослинності в екорегіоні є хвойні ліси. Видовий склад лісових угруповань Скелястих гір Колорадо загалом подібний до складу угруповань, поширених у лісах півдня Центральних Скелястих гір, за деякими винятками. Поблизу верхньої межі лісу та в зоні криволісся білокорі сосни (Pinus albicaulis) замінюються остистими соснами (Pinus aristata). Скручені сосни (Pinus contorta) у Півднних Скелястих горах зустрічаються рідко, натомість тут значно більш поширені рідколісся жовтої сосни (Pinus ponderosa), ніж у більш північних районах. Також у Скелястих горах Колорадо дуже поширені великі насадження американських осик (Populus tremuloides), які випереджають жовту сосну як домінуючий вид у ранньосукцесійних лісах. Основними факторами порушень в лісах регіону є пожежі, снігові лавини та вітроломи.

## Фауна
Серед поширених в екорегіоні ссавців слід відзначити єллоустоунського лося (Alces alces shirasi), гірського вапіті (Cervus canadensis nelsoni), чорнохвостого оленя (Odocoileus hemionus), товсторога (Ovis canadensis), американського зайця (Lepus americanus), гірського кролика (Sylvilagus nuttallii), південно-західну червону вивірку (Tamiasciurus fremonti), вивірку Аберта (Sciurus aberti), канадського голкошерста (Erethizon dorsatum), жовточеревого бабака (Marmota flaviventris), малого бурундука (Neotamias minimus), юїнтського бурундука (Neotamias umbrinus), майже ендемічного колорадського бурундука (Neotamias quadrivittatus), золотистого ховраха (Callospermophilus lateralis), вайомінгського ховраха (Urocitellus elegans), гірську полівку (Microtus montanus), північного гоферчика (Thomomys talpoides) та пишнохвостого лісового хом'яка (Neotoma cinerea).
Серед великих хижаків, поширених в регіоні, слід відзначити барибала (Ursus americanus), північноамериканську пуму (Puma concolor couguar) та руду рись (Lynx rufus), а серед дрібніших хижих ссавців — койота (Canis latrans), звичайну лисицю (Vulpes vulpes), сіру лисицю (Urocyon cinereoargenteus), тихоокеанську куницю (Martes caurina), довгохвосту ласицю (Neogale frenata), американського горностая (Mustela richardsonii), американського борсука (Taxidea taxus), смугастого скунса (Mephitis mephitis) та звичайного ракуна (Procyon lotor). На берегах річок зустрічаються канадські бобри (Castor canadensis), канадські видри (Lontra canadensis), річкові візони (Neogale vison) та болотяні ондатри (Ondatra zibethicus), у високогір'ях — снігові кози (Oreamnos americanus) та американські пискухи (Ochotona princeps), а у напівпустельних передгір'ях — вилороги (Antilocapra americana), рівнинні бізони (Bison bison bison), скельні ховрахи (Otospermophilus variegatus) та лучні собачки Ганнісона (Cynomys gunnisoni). У 1999 році в екорегіоні були реінтродуковані канадські рисі (Lynx canadensis), а у 2023 році — вовки (Canis lupus); планується також реінтродукція звичайних росомах (Gulo gulo). Можливо, в горах регіону продовжують зустрічатися гризлі (Ursus arctos horribilis), хоча підтверджених свідчень цього немає з 1979 року, коли в горах Сан-Хуан був вбитий останній гризлі.
Серед поширених в екорегіоні птахів слід відзначити жовтобрового тетерука (Dendragapus obscurus), білохвосту куріпку (Lagopus leucura), великого індика (Meleagris gallopavo), білоголового орлана (Haliaeetus leucocephalus), неоарктичного канюка (Buteo jamaicensis), віргінського пугача (Bubo virginianus), канадську сплюшку (Psiloscops flammeolus), каліфорнійського сичика-горобця (Glaucidium californicum), північного сича (Aegolius acadicus), соснового дятла-смоктуна (Sphyrapicus thyroideus), ялинового дятла (Picoides dorsalis), широкохвостого колібрі-крихітку (Selasphorus platycercus), канадську кукшу (Perisoreus canadensis), канадську сороку (Pica hudsonia), блакитну сойку (Gymnorhinus cyanocephalus), чорноголову сизойку (Cyanocitta stelleri), американську горіхівку (Nucifraga columbiana), сірого пронурка (Cinclus mexicanus), повзика-крихітку (Sitta pygmaea), світлоброву золотомушку (Regulus satrapa), гірську гаїчку (Poecile gambeli), північного солітаріо (Myadestes townsendi), середнього блакитника (Sialia currucoides), плямистоволого дрозда-короткодзьоба (Catharus guttatus), кордильєрського піві-малюка (Empidonax occidentalis), соснового чижа (Spinus pinus), ялинового шишкаря (Loxia curvirostra), тайгового смеречника (Pinicola enucleator), рожевоволу чечевицю (Haemorhous cassinii), жовтобрового кіпаля (Hesperiphona vespertina), сивоголового катуньчика (Leucosticte tephrocotis) та жовтогузу пірангу (Piranga ludoviciana). Ендеміками екорегіону є рідкісні рожеві катуньчики (Leucosticte australis), поширені у високогірній тундрі, а майже ендемічними його представниками — рідкісні колорадські тетеруки (Centrocercus minimus), які живуть у полинових степах в басейні річки Ганнісон.

## Збереження
Основними загрозами для збереження природи регіону є лісозаготівля, видобуток корисних копалин, зокрема нафти та газу, рекреаційно-житлове будівництво, надмірний випас худоби та інтродукція екзотичних видів. Тим не менш, більша частина екорегіону є переважно незайманою. 
Оцінка 2017 року показала, що 21 996 км², або 15 % екорегіону, є заповідними територіями. Природоохоронні території включають: Національний парк Скелястих гір, Національний ліс Арапахо, Національний ліс Гранд-Меса, Національний ліс Ганнісон, Національний ліс Медісін-Боу-Раутт, Національний ліс Пайк, Національний ліс Ріо-Гранде, Національний ліс Рузвельт, Національний ліс Сан-Ісабель, Національний ліс Сан-Хуан, Національний ліс Анкомпагре, Національний ліс Вайт-Рівер, Національний ліс Карсон, Національний ліс Санта-Фе, Природну зону півдня Сан-Хуану та Природну зону Індіан-Пікс.